# 암페어시
암페어시(영어: ampere-hour, -時, 암페어시간, Ah, AHr, A·h, A h)는 전하의 단위이다. 하부 단위로 mAh(밀리암페어시), mAs(밀리암페어 초)가 있다. 1 암페어시는 3,600 쿨롱 (암페어 초)와 동일하며 이는 1시간에 1 암페어로 전송되는 전하이다. 암페어시는 전기 도금, 전지와 같은 전기화학계의 측정에 자주 사용된다. 일반적으로 볼 수 있는 1 밀리암페어시(mAh, mA·h)는 1 암페어시의 1/1000 (3.6 쿨롱)이다. 밀리암페어시는 스마트폰 배터리 용량 표시 단위이다.
{\displaystyle Ah=(3600s)(A)=3600s{\Bigg (}{\frac {C}{s}}{\Bigg )}=3600C}
밀리암페어 초(mAs, mA·s)는 엑스선 진단 촬상, 방사선 치료에 쓰이는 측정 단위이다. 이 양은 특정 전압으로 동작하는 엑스선관이 발생하는 엑스선 에너지의 총량에 비례한다.

## 같이 보기
- 패러데이 상수
- 암페어